# التغير المناخي في الفلبين

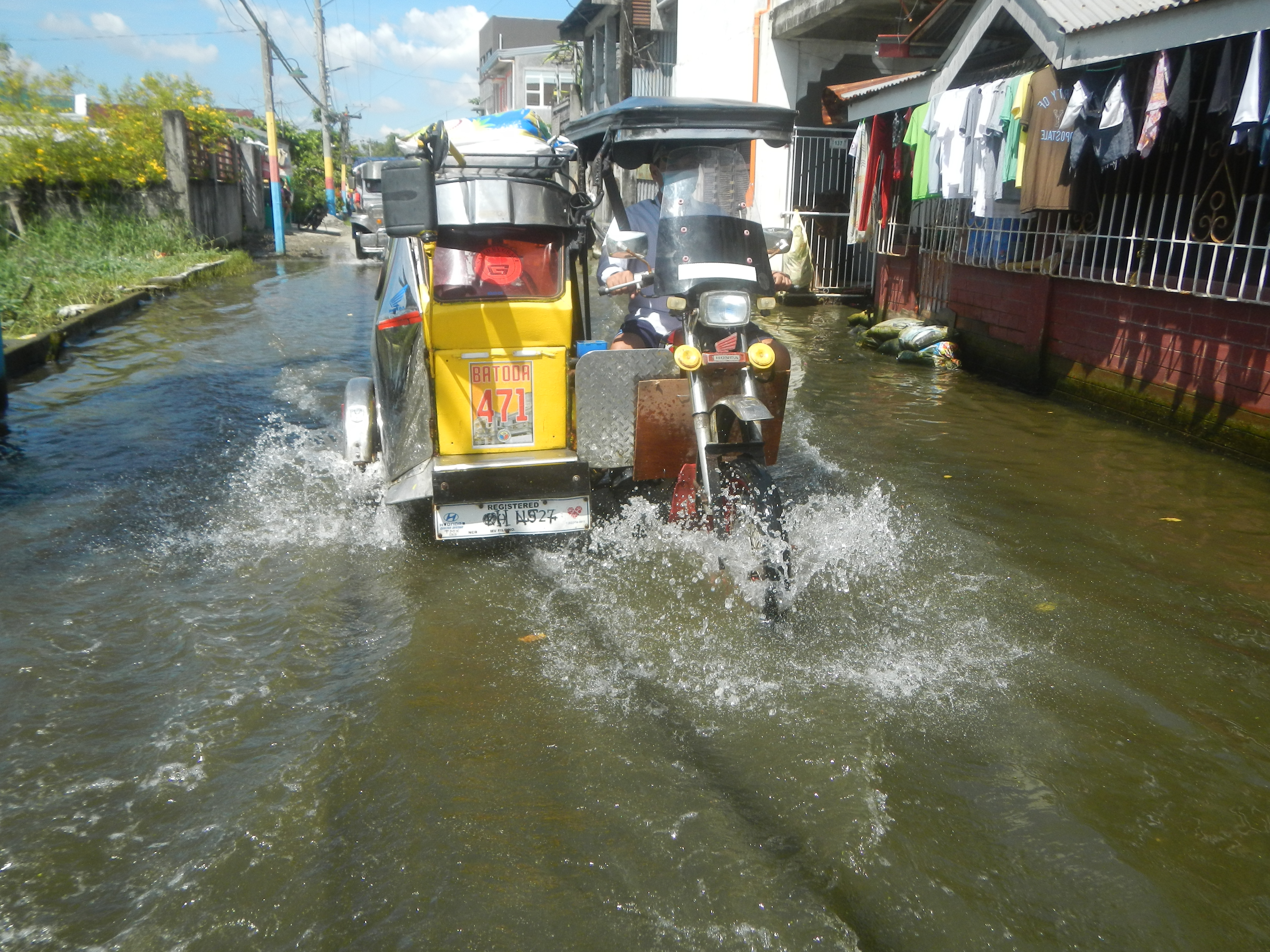
آثار (فيضانات) إعصار غوني (2020) في سانتا رافائيل ، ماكابيبي

يعد التغير المناخي من القضايا البيئية تؤثر على الفلبين بشكل كبير. تتعرض الفلبين- كونها دولة جزرية تقع في منطقة جنوب شرق آسيا والمحيط الهادئ- بشدة لتأثيرات التغير المناخي. تشمل بعض هذه الآثار زيادة تواتر الكوارث الطبيعية وشدتها، وارتفاع مستوى سطح البحر، وهطول الأمطار الغزيرة، ونقص الموارد، والتدهور البيئي. أثرت كل هذه الآثار مجتمعة بشكل كبير على الزراعة والمياه والبنية التحتية وصحة الإنسان والنظم البيئية الساحلية في الفلبين، ومن المتوقع أن تستمر في إحداث أضرار مدمرة لاقتصاد الفلبين ومجتمعه.

## انبعاثات غازات الدفيئة
تبلغ حصة الفلبين من انبعاثات غازات الاحتباس الحراري العالمية 0.31%، ومع ذلك، فإن البلاد معرضة بشكل كبير لتأثيرات التغير المناخي. انبعاثات غازات الدفيئة في الفلبين آخذة في الارتفاع. يأتي أكثر من 40% من انبعاثات غازات الدفيئة في البلاد من حرق الفحم وزيت الوقود لتوليد الكهرباء، مع عدم قدرة العديد من محطات الفحم على التقليل من الناحية الفنية. تهدف الفلبين، الموقعة على اتفاقية باريس للمناخ، إلى خفض انبعاثاتها بنسبة 70% بحلول عام 2030. احتج ناشطو المناخ الشباب في عام 2021 على تمويل ستاندرد تشارترد لشركات الفحم. يجري النظر في تشريع لإنشاء نظام الاتجار بالانبعاثات.

## التأثيرات على البشر

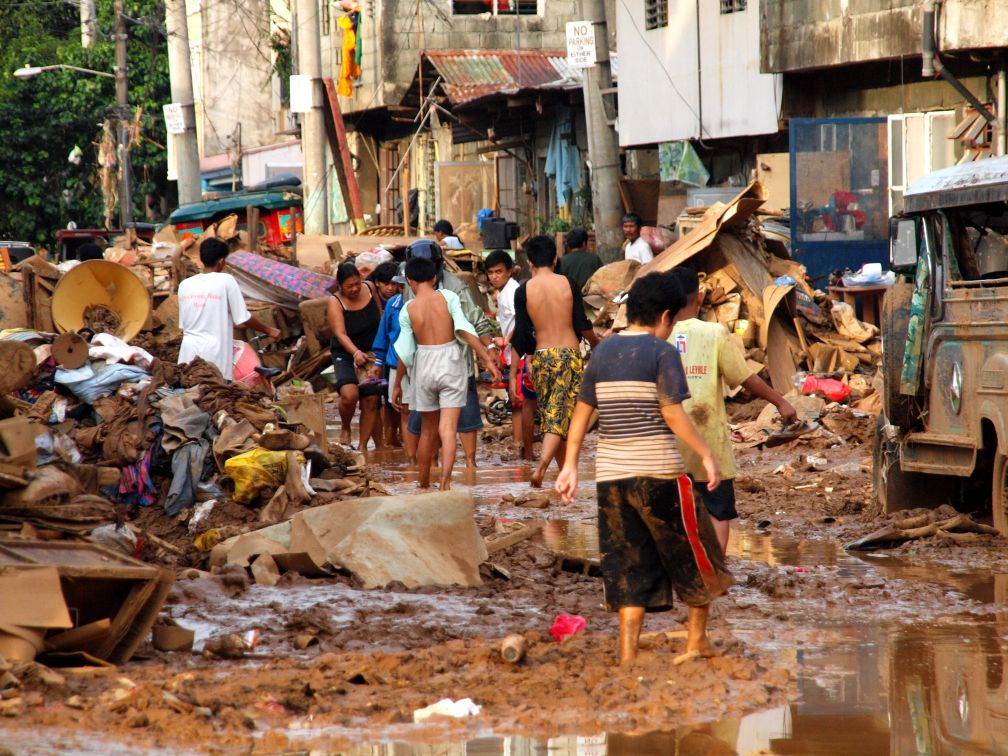
فيضانات المناطق الفقيرة في مانيلا: تأثير التغير المناخي على الفئات الأكثر ضعفاً

### الزراعة
تعدّ الزراعة واحدة من أكبر القطاعات في الفلبين، وما زالت تتأثر سلبًا بآثار التغير المناخي. يوظف قطاع الزراعة 35% من السكان العاملين، وساهم في 13% من الناتج المحلي الإجمالي للبلاد في عام 2009. يمكن اعتبار الأرز والذرة أهم محصولان في البلاد، إذ يمثلان 67% من مساحة الأراضي المزروعة، ومن المتوقع حدوث انخفاض في الغلة من الإجهاد الحراري والمائي. من المتوقع أيضًا أن تشهد محاصيل الأرز والقمح والذرة انخفاضًا بنسبة 10% لكل زيادة بمقدار درجة مئوية واحدة عن متوسط درجة الحرارة السنوية البالغة 30 درجة مئوية.
سيكون للزيادات في الظواهر الجوية المتطرفة آثار مدمرة على الزراعة. تساهم الأعاصير (الرياح العاتية) والأمطار الغزيرة في تدمير المحاصيل، وتقليل خصوبة التربة، وتغيير الإنتاجية الزراعية من خلال الفيضانات الشديدة، وزيادة الجريان السطحي، وتآكل التربة. يؤدي الجفاف وانخفاض هطول الأمطار إلى زيادة تفشي الآفات التي تضر بالمحاصيل، بالإضافة إلى زيادة الحاجة إلى الري. يؤدي ارتفاع مستوى سطح البحر إلى زيادة الملوحة مما يؤدي إلى فقدان الأراضي الصالحة للزراعة ومياه الري.
تساهم كل هذه العوامل في ارتفاع أسعار المواد الغذائية وزيادة الطلب على الواردات، مما يضر بالاقتصاد العام فضلًا عن سبل عيش الأفراد. تعرضت الفلبين بين عامي 2006 و2013 لحوالي 75 كارثة، وكلفت القطاع الزراعي 3.8 مليار دولار من الخسائر والأضرار. كلف إعصار هايان وحده القطاع الزراعي في الفلبين ما يقدر بنحو 724 مليون دولار أمريكي، بعد أن تسبب في خسارة 1.1 مليون طن من المحاصيل، وتدمير 600 ألف هكتار من الأراضي الزراعية. من المتوقع أن يشهد القطاع الزراعي خسارة سنوية تقدر بنحو 2.2% في إجمالي الناتج المحلي بحلول عام 2100 بسبب التأثيرات المناخية على الزراعة.

#### الإنتاج الزراعي والصراع الأهلي
هناك علاقة بين هطول الأمطار والصراع الأهلي في الفلبين، إذ يتجلى ذلك من خلال الإنتاج الزراعي. ثبت أن زيادة هطول الأمطار خلال موسم الأمطار في الفلبين ضار بالزراعة لأنه يؤدي إلى الفيضانات و/أو التشبع بالمياه. يرتبط هذا المعدل فوق المتوسط لسقوط الأمطار «بمزيد من الحوادث والخسائر المتعلقة بالنزاع». لهطول الأمطار تأثير سلبي على الأرز، وهو محصول مهم تعتمد عليه غالبية البلاد كمصادر للغذاء والتوظيف. يمكن أن يؤدي الضياع في محصول الأرز إلى تأثيرات كبيرة على صحة الفقراء الفلبينيين، وقد يسبب ازدراء واسع النطاق للحكومة ويزيد من دعم الجماعات المتمردة. من المتوقع أن يؤدي التغير المناخي إلى تضخيم التباين الموسمي لهطول الأمطار في الفلبين وتفاقم الصراع الأهلي المستمر في البلاد.

#### التفاوتات الجنسانية بين المزارعين
يُتوقع أن يكون صغار المزارعين في الفلبين من بين أكثر الفئات ضعفًا وتأثرًا بآثار التغير المناخي في المنطقة. هناك اختلافات في كيفية اختبار الرجال والنساء لهذه الآثار وغالبًا ما تؤدي إلى اختلافات في أنماط الزراعة واستراتيجيات التكيف. تشمل بعض المشاكل التي تسببها الأحداث المناخية المتطرفة في المناطق الزراعية المعرضة للنزاع الأهلي والتي تؤثر بشكل غير متناسب على النساء، فقدان الحقوق العرفية في الأرض، والهجرة القسرية، وزيادة التمييز، وفقر الموارد، وانعدام الأمن الغذائي.
يتفاقم تأثير مزيج الأحداث المناخية القاسية والنزاعات الأهلية على المرأة الفلبينية بسبب السياسات والمعتقدات والممارسات التمييزية، وتقييد الوصول إلى الموارد، إذ يرتبط التغير المناخي على سبيل المثال بزيادة الصراع الأهلي في منطقة مينداناو، مما يزيد من عدد الضحايا والوفيات من الشباب في المنطقة، وبالتالي ترمّل المتزوجات، ويُتركن بمفردهن لرعاية أنفسهن وأطفالهن، في الوقت الذي يصعّب فيه المجتمع والحكومة النجاح بالنسبة للأمهات العازبات. تُقصى المرأة غالبًا لتكون فقط راعية للأطفال مما يزيد من العبء والضغط الواقع عليها، وكذلك منعها من الهروب من المناطق المنكوبة بالصراع.

### الطاقة
يمكن للتغير المناخي أن يقلل من إمدادات الطاقة في الفلبين، ويزيد من الطلب عليها بنفس الوقت. يمكن لزيادة الفرص في حدوث ظواهر الطقس المتطرفة أن تساهم في تقليل إنتاج الطاقة الكهرومائية، والتي تمثل 20% من إمدادات الطاقة في البلاد، فضلًا عن التسبب في أضرار واسعة النطاق للبنى التحتية للطاقة والخدمات. سيكون هناك المزيد من حالات انقطاع التيار الكهربائي، بالإضافة إلى زيادة الطلب على الطاقة، وخاصة التبريد.

### الماء
تؤثر العديد من عوامل التغير المناخي على توافر المياه في الفلبين. يساهم ازدياد حالات الجفاف الشديد في تقليل مستويات المياه وتدفق الأنهار، وبالتالي إحداث نقص في المياه. تؤدي الفيضانات والانهيارات الأرضية الناجمة عن هطول الأمطار الغزيرة إلى الإضرار بمستجمعات المياه ونوعية المياه، عن طريق زيادة الجريان السطحي والتعرية التي تزيد بدورها من الترسيب في الخزانات. شهدت العديد من طبقات المياه الجوفية الساحلية ذات المياه العذبة تسربًا للمياه المالحة فيها، مما قلل من كمية المياه العذبة المتاحة للاستخدام. تتأثر حوالي 25% من البلديات الساحلية في لوزون وفيساياس ومينداناو بذلك، ومن المتوقع أن تزداد المشكلة سوءًا مع ارتفاع مستوى سطح البحر.

### البنى التحتية
يشكل ارتفاع مستوى سطح البحر، وهطول الأمطار الغزيرة والفيضانات، والأعاصير القوية، خطرًا هائلًا على البنية التحتية للفلبين. يعيش 45% من سكان الحضر في الفلبين في مستوطنات عشوائية ذات بنية تحتية ضعيفة بالفعل، وهم معرضون بشدة للفيضانات والأعاصير. يمكن لعاصفة عملاقة أن تعيث خرابًا في هذه المستوطنات العشوائية، وتتسبب في وفاة وتشريد الملايين من الناس الذين يسكنون 25 مدينة ساحلية مختلفة. ستؤدي هذه الكوارث الطبيعية أيضًا إلى أضرار بملايين الدولارات للبنية التحتية الحضرية مثل الجسور والطرق. كلفت العاصفة الاستوائية كيتسانا في عام 2009 الفلبين 33 مليون دولار لإصلاح الطرق والجسور المتضررة.